# José Vancells y Marqués
José Vancells y Marqués (La Bisbal del Ampurdán, 1842-Figueras, 1916) fue un escritor español.

## Biografía
Nacido el 20 de abril de 1842 en la localidad gerundense de La Bisbal, cursó la segunda enseñanza en el Instituto de Figueras y la carrera de leyes en las universidades de Barcelona, Zaragoza y Valencia, recibiendo en esta última el grado de licenciado en Derecho civil y canónico. Su primer trabajo literario fue la comedia en dos actos La Noya del Ampurdan (1866). A esta siguieron el drama en tres actos ¡Misteris del mar! (1867), el drama Un casament de convenencia (1868) y un Aproposit que se estrenó en La Bisbal en presencia de Mistral, Bonaparte Wyse, Roumieux, Labaile y Balaguer. Con el título Horejada bisbalenca publicó entonces una descripción en verso de las fiestas con que La Bisbal obsequió a los mencionados poetas. Fue autor también del tomo de poesías ¡Espinas! (1881) y las novelas La mancha en el armiño (1893), El duque de Ciempozuelos (1891) y Sara Rosales (1894). A finales del siglo XIX tenía en preparación las novelas de costumbres españolas contemporáneas La baronesa de la Vega y Cristina, además de Poemitas, un tomo de poesías. Escribió también para el teatro dos dramas en tres actos y en verso titulados Compraventa y ¡Mar de leva!. Falleció en Figueras en 1916, el día 18 de marzo.